# Vydrník
Vydrník je obec na Slovensku, v okrese Poprad v Prešovském kraji.
V roce 2011 zde žilo 1 100 obyvatel.